# Praedecessores nostros
Praedecessores nostros è la seconda enciclica di papa Pio IX, pubblicata il 25 marzo 1847; essa si discosta dalle altre encicliche che riguardano, per lo più, problemi interni alla Chiesa, perché affronta un drammatico evento già iniziato nel 1845 e che nel 1847 perdurava nella sua gravità: la carestia in Irlanda. È vero che tra le componenti che resero inefficace l'aiuto dell'Inghilterra e del Regno Unito in genere all'Irlanda in quei drammatici avvenimenti fu da molte parti sollevato il dubbio che fu visto come il modo di eliminare la questione irlandese e le lotte che da secoli avevano una componente religiosa.